# Parlamentswahl in Namibia 2014
- WRP: 2
- SWANU: 1
- SWAPO: 77
- APP: 2
- RDP: 3
- UDF: 2
- Ernannte: 8
- UPM: 1
- NUDO: 2
- DTA: 5
- RP: 1

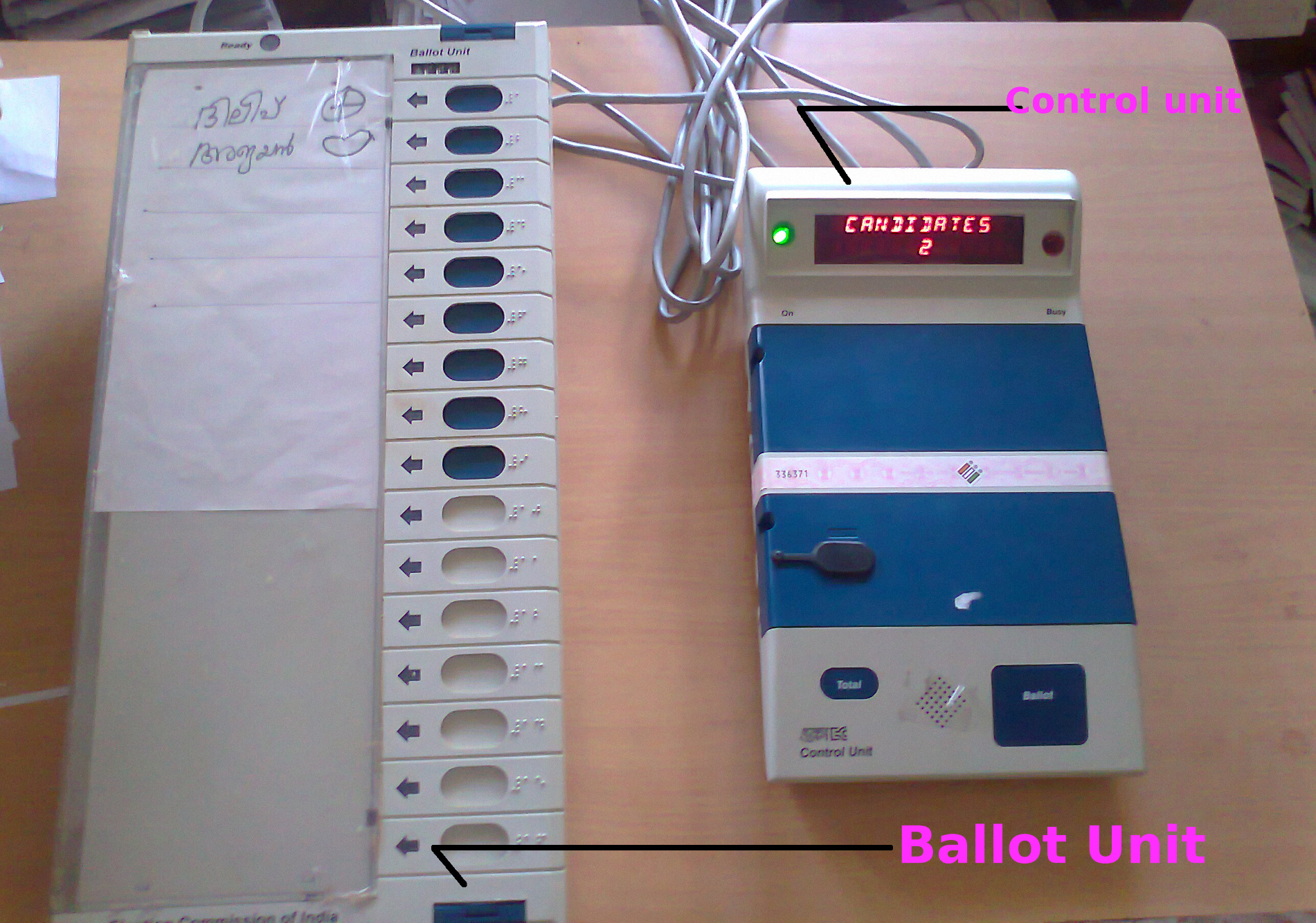
Wahlgerät aus Indien wie es erstmals auch in Namibia zum Einsatz kam

Die Parlamentswahl in Namibia 2014, das heißt die Wahl zur namibischen Nationalversammlung, fand am 28. November 2014 – zusammen mit der Präsidentschaftswahl – statt.  Am 14. November 2014 wählten bereits Seefahrer und Namibier im Ausland. Erstmals wurde in Namibia an nur einem Tag gewählt und elektronische Wahlgeräte kamen zum Einsatz. Der 28. November 2014 wurde zudem zu einem nationalen Feiertag erklärt.
Als klarer Sieger ging die regierende SWAPO mit mehr als 80 Prozent der Stimmen und 77 der 96 Sitze in der Nationalversammlung hervor.
Die Registrierung von Parteien fand bis zum 29. Oktober 2014 17 Uhr statt. Das Wahlergebnis wurde am 1. Dezember 2014 verkündet und ist am 9. Dezember 2014 im Amtsblatt erschienen.

## Wahltag
Die Wahllokale öffneten am Wahltag teilweise mit bis zu drei Stunden Verspätung, da es zu zahlreichen Ausfällen der elektronischen Wahlmaschinen und vor allem der Wählerverifizierungs-Apparate kam. Schon am frühen Morgen bildeten sich vor fast allen Wahllokalen landesweit lange Schlangen. Teilweise mussten Wähler bis zu sechs Stunden auf die Stimmenabgabe warten. Bereits am Mittag des Wahltages kündigte die Wahlkommission an, dass alle Wähler, die bei Schließung der Wahllokale um 21 Uhr anstünden, noch ihre Stimme abgeben dürften. Bis zum Mittag war von einer sehr hohen Wahlbeteiligung die Rede.
Bis in den frühen Morgen des 30. November waren zahlreiche Wahllokale aufgrund der Menschenmassen geöffnet. Dennoch konnten zehntausende Namibier ihre Stimme nicht abgeben.
Die Entwicklungsgemeinschaft des südlichen Afrika und die Afrikanische Union bezeichneten die Wahlen als transparent, friedlich, frei und fair. Einige Bereiche des Wahlkampfs, der Stimmenabgabe und der Auszählung wurden bemängelt.

## Wahlergebnis
Quelle: Namibische Wahlkommission (Stand 1. Dezember 2014)

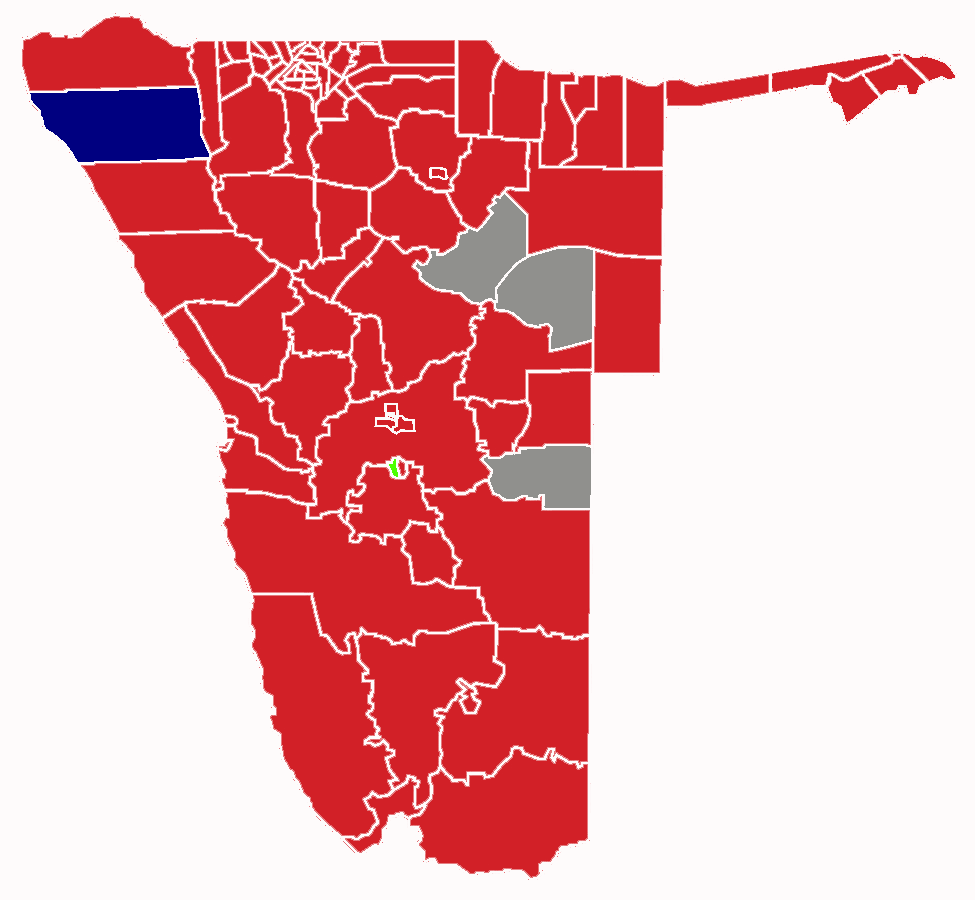
Siegreiche Partei nach Wahlkreisen 2014

| Partei                              | Stimmen | Stimmenanteile | Veränderung zu 2009 | Sitze | Veränderung zu 2009 |
| ----------------------------------- | ------- | -------------- | ------------------- | ----- | ------------------- |
| SWAPO                               | 715.026 | 80,01 %        | +4,73 %             | 77    | +23                 |
| DTA                                 | 42.933  | 4,80 %         | +1,63 %             | 5     | +3                  |
| RDP                                 | 31.372  | 3,51 %         | −7,80 %             | 3     | −5                  |
| APP                                 | 20.431  | 2,29 %         | +0,94 %             | 2     | +1                  |
| UDF                                 | 18.945  | 2,12 %         | −0,31 %             | 2     | ±0                  |
| NUDO                                | 17.942  | 2,01 %         | −1,04 %             | 2     | ±0                  |
| WRP                                 | 13.328  | 1,49 %         | +1,39 %             | 2     | +2                  |
| SWANU                               | 6354    | 0,71 %         | +0,09 %             | 1     | ±0                  |
| UPM                                 | 6353    | 0,71 %         | neu                 | 1     | neu                 |
| RP                                  | 6099    | 0,68 %         | −0,14 %             | 1     | ±0                  |
| COD                                 | 3404    | 0,38 %         | −0,29 %             | 0     | −1                  |
| NEFF                                | 3259    | 0,36 %         | neu                 | 0     | neu                 |
| MAG                                 | 3073    | 0,34 %         | −0,25 %             | 0     | ±0                  |
| CDV                                 | 2606    | 0,29 %         | neu                 | 0     | neu                 |
| NDP                                 | 1389    | 0,16 %         | +0,01 %             | 0     | ±0                  |
| DPN                                 | 1131    | 0,13 %         | −0,11 %             | 0     | ±0                  |
| durch Präsidenten ernannt           | -       | -              | -                   | 8     | +2                  |
| Insgesamt (Wahlbeteiligung 71,79 %) | 893.643 | 100 %          | -                   | 104   | +26                 |

## Wählerregistrierung
Die Registrierung der Wähler fand zwischen dem 15. Januar und 2. März 2014 statt. Hierfür standen knapp 3000 mobile und stationäre Registrierungsstellen zur Verfügung. Die Wählerliste wurde, nachdem es einige Beschwerden gegeben hatte, bis Mitte Juni 2014 erarbeitet. Eine Nachregistrierung fand im September 2014 statt. Insgesamt waren 1.241.194 Wähler zur Wahl 2014 zugelassen.

## Wahlkampf
Der Wahlkampf begann inoffiziell mit der Vorstellung des Wahlprogramms der regierenden SWAPO am 6. September 2014. Zwar hatten andere Parteien bereits vor der SWAPO ihr Wahlprogramm vorgestellt, jedoch beginnt der aktive Wahlkampf traditionell bei Bekanntgabe des SWAPO-Wahlprogramms.

### Rechtliches Vorgehen von zwei Oppositionsparteien
Die RDP sowie die WRP gingen am 27. November 2014 gegen den Einsatz der elektronischen Wahlgeräte vor, da diese keinen Kontrollausdruck erzeugen. Der Eilantrag auf Verschiebung der Wahlen in den Februar 2015 wurde am 26. November vom Obergericht in Windhoek abgelehnt.

### Verfassungsänderung
Am 13. Oktober 2014 kam es zu der weitreichendsten Reform des politischen Systems seit der Unabhängigkeit Namibias, nachdem diese über Wochen kontrovers diskutiert worden war.
Als wichtigste Änderungen wurden beschlossen:
- Erhöhung der gewählten Parlamentssitze auf 96 (zuvor 72)
- Erhöhung der Zahl der vom Präsidenten ernannten Abgeordneten auf acht (bisher sechs)
- somit Erhöhung der gesamten Abgeordnetenzahl im Parlament von 78 auf 104
- Erhöhung der Sitzzahl im Nationalrat von derzeit zwei Sitzen pro Region auf drei Sitze; somit anstatt 26 Sitzen (13 Regionen) in Zukunft 42 Sitze (14 Regionen)
- Einführung der Position des Vize-Präsidenten

Die Einführung einer Sperrklausel von fünf Prozent war zunächst geplant, wurde aber vom Premierminister ebenso wie ein Stimmrecht für die vom Präsidenten ernannten Abgeordneten abgelehnt.